# Agrias pseudodubiosa
Agrias pseudodubiosa är en fjärilsart som beskrevs av Le Moult 1926. Agrias pseudodubiosa ingår i släktet Agrias och familjen praktfjärilar. Inga underarter finns listade i Catalogue of Life.